# A-Ka-Tha
A-Ka-Tha est le sixième album de la série de bandes dessinées Balade au bout du monde.

## Synopsis
A force d’insistance et d’indiscrétions, Arthis finit par percer à jour le secret d’Ariane et Karine Evans : elles sont capables de s’intervertir, l’âme de l’une passant dans le corps de l’autre, et inversement.
Compte tenu de l’attachement d’Ariane pour Arthis, et non sans avoir tenté une ultime fois de l’éloigner, Mme Evans se résout à tout révéler au photographe :
La jeune femme n’est jamais allée en Inde. C’est Evans qui s’y est rendue autrefois, en compagnie du docteur Rolland, le père d’Ariane. En quête d’un savoir mystique, ils se sont fait admettre au sein de l’A-Ka-Tha, une secte secrète ayant le pouvoir de manœuvrer l’esprit et l’âme grâce aux sons.
Rolland y perdit accidentellement la vie, et Evans le fit momifier et rapatrier en France, son but étant de réussir à transférer son âme, restée liée à sa momie, dans le corps d’un des déficients dont elle a la charge. Elle compte pour cela utiliser les techniques de l’A-Ka-Tha, grâce à l’aide de Nisarga, un musicien issu de la secte.
Afin de prouver ses dires devant un Arthis incrédule, elle lui offre d’assister à un transfert de consciences entre elle et Ariane. L’expérience est concluante, mais se déroule mal : d’abord, Evans tente de séduire Arthis tout en étant dans le corps d’Ariane, puis elle est prise de fièvres et de délires lors du retour à son propre corps.
Ces expérimentations heurtent la moralité d’Arthis, particulièrement lorsqu’il apprend qu’une fois la technique du transfert entièrement maitrisée, Evans compte ramener à la vie non seulement le docteur Rolland, mais également trois scientifiques et un riche mécène, actuellement conservés à l’état de momies dans le sous-sol du manoir, au mépris de la survie ou non de l’âme des malades qui serviront de réceptacle.
Après quatre jours, Karine Evans n’étant toujours pas remise, Ariane décide de tenter un transfert entre Louis, un patient, et la momie de son père, dont elle veut obtenir obtenir de l'aide. Le transfert fonctionne, mais l’esprit les invective en langue indienne avant de quitter brutalement le corps de Louis.
Nisarga, choqué, traduit les paroles d’outre-tombe : la momie n’est pas celle du docteur Rolland, mais celle d’Aramsha, un ancien maître de l’A-Ka-Tha. Il leur ordonne de cesser leurs expériences, de brûler sa momie pour permettre la guérison d’Evans, et enfin les informe que Rolland est toujours en vie.
Arthis et Ariane s’exécutent, et Evans, miraculeusement rétablie, est sommée de s’expliquer. Elle confesse avoir laissé Rolland, rendu fou par les techniques de l’A-Ka-Tha, aux bons soins de la secte en Inde, avoir ramené une momie ancienne pour poursuivre ses expériences, et menti à Ariane pour la convaincre de coopérer.
Quelques jours plus tard, les deux jeunes gens décident de se rendre en Inde.